# Peter Holland
Peter William Harold Holland FRS (17 de agosto de 1963) é um zoólogo britânico. Suas pesquisas focaram na investigação de como a evolução da diversidade animal pode ser explicada através da evolução do genoma.
É atualmente Professor Linacre de Zoologia da Universidade de Oxford e fellow do Merton College (Oxford).
Recebeu a Medalha Darwin de 2019.

## Publicações
- Essential Developmental Biology, 1993 (as co-editor)
- The Evolution of Developmental Mechanisms, 1994 (as joint editor)
- Swifter than the Arrow: Wilfred Bartrop, football and war, 2009[2]
- The Animal Kingdom: A Very Short Introduction, 2011.[3] Also published in Japanese under the title 動物たちの世界六億年の進化をたどる (The world of animals: tracing 600 million years of evolution), 2014